# Modello black box
(John von Neumann )

Schema di una black box.

Nella teoria dei sistemi, un modello black box è un sistema che, similmente ad una scatola nera, è descrivibile essenzialmente nel suo comportamento esterno ovvero solo per come reagisce in uscita (output) a una determinata sollecitazione in ingresso (input), ma il cui funzionamento interno è non visibile o ignoto. Tale definizione nasce dalla considerazione che nell'analisi del sistema ciò che è veramente importante a livello macroscopico ovvero a fini pratici è il comportamento esterno, specie in un contesto di interconnessione di più sistemi, piuttosto che il funzionamento interno il cui risultato è appunto proprio il comportamento esterno.

## Descrizione
Un modello matematico non è altro che  una rappresentazione esemplificativa di un sistema reale, in cui vengono schematizzate le sole caratteristiche fisiche che interessa studiare, tramite una serie di regole che legano i parametri interni (grandezze non manipolabili), le sollecitazioni (ovvero gli ingressi, variabili indipendenti) e le uscite (variabili dipendenti).
A seconda del tipo di relazione che intercorre tra le variabili sopra citate, possiamo avere:
- Modello white box: il sistema è una scatola trasparente di cui si conoscono le componenti interne e il loro funzionamento.
- Modello black box: il sistema è una scatola nera ovvero non è noto a priori né ciò che contiene né come si comporta. È possibile studiarne il comportamento esclusivamente analizzando le risposte che esso produce a fronte delle sollecitazioni che riceve. Questo sistema è diffusissimo nella vita quotidiana, ad esempio chiunque sa che digitando un numero di telefono seguito da un certo tasto (input), si effettua una chiamata (output), ma in pochi sanno effettivamente come funziona il telefono (sistema).
- Modello grey box: il sistema utilizza un approccio intermedio tra modello white box e modello black box.

### Caratterizzazione

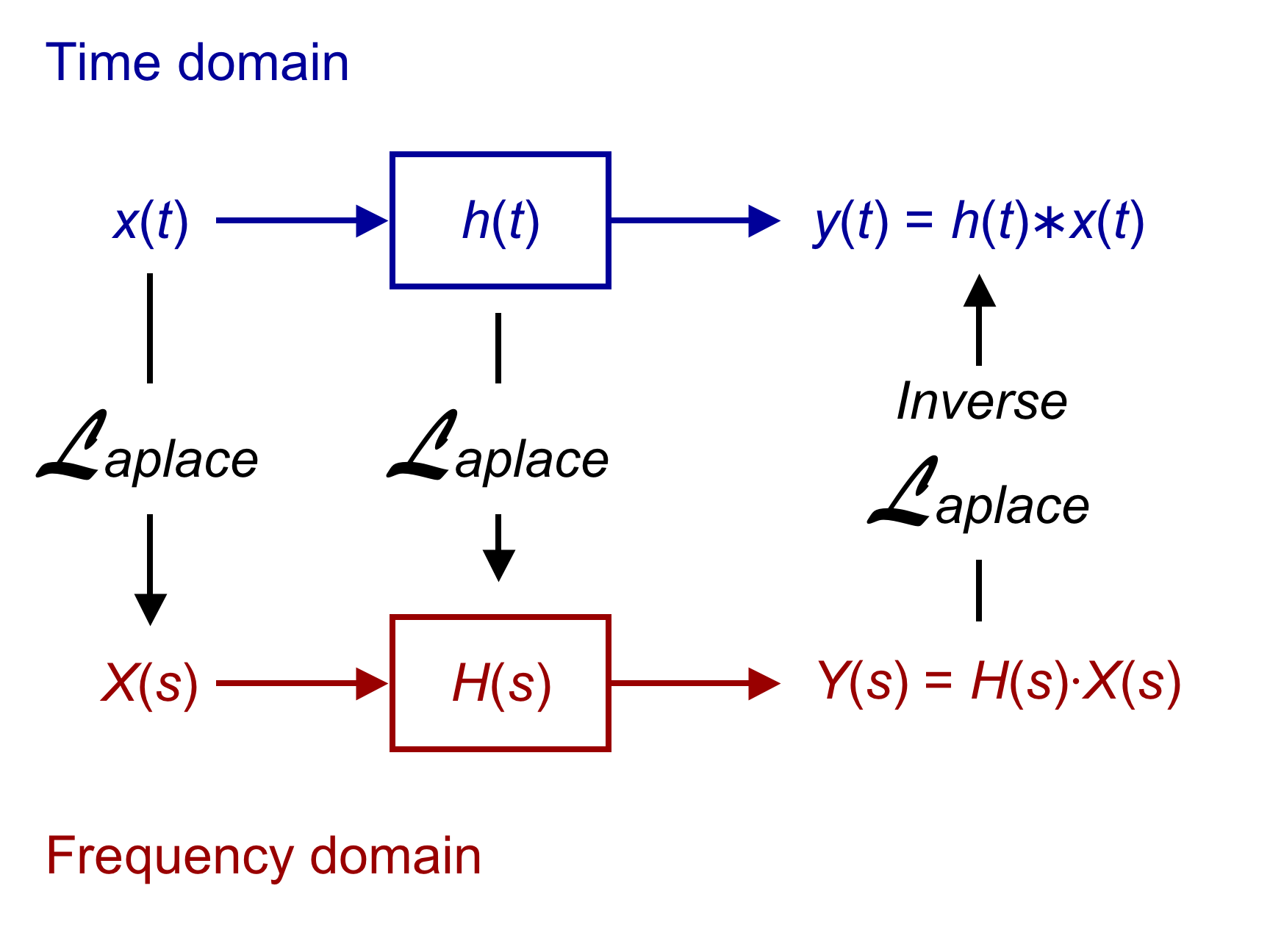
Descrizione di un sistema LTI nel dominio del tempo (risposta impulsiva in blu) e nel dominio delle frequenze (la trasformata di Laplace è mostrata in rosso).

Pur essendo sconosciuti a priori nel loro funzionamento o comportamento è comunque possibile risalire alle loro caratteristiche dinamiche interne in fase di test ovvero a posteriori: 
per sistemi lineari e tempo invarianti (LTI) ciò che caratterizza infatti il comportamento dinamico del sistema black-box è la sua funzione di trasferimento definita come il rapporto tra la trasformata (di Laplace, di Fourier, oppure Trasformata zeta) dell'uscita y(t) e la trasformata dell'ingresso x(t). Tale funzione di trasferimento, invariante per coppie di uscite-ingressi, è quindi tale che moltiplicata per qualunque ingresso trasformato restituisce la corrispettiva uscita trasformata all'ingresso dato.
Nel dominio del tempo invece il comportamento del sistema è espresso dalla risposta libera o impulsiva h(t) che si ottiene semplicemente come uscita del sistema ad un impulso applicato e pari all'antitrasformata della funzione di trasferimento. La conseguente risposta nel tempo all'ingresso generico x(t) si ottiene dall'integrale di convoluzione tra l'ingresso x(t) e la risposta all'impulso h(t) del sistema. Data la difficoltà di calcolo dell'operazione di convoluzione, si ricorre spesso al calcolo nel dominio trasformato attraverso le regole di trasformazione e anti-trasformazione.
In sistemi non-lineari invece la risposta impulsiva non è più invariante per coppie ingresso-uscita, ma dipende dal particolare ingresso applicato.